# هنگ‌های لهستانی در عصر ناپلئونی

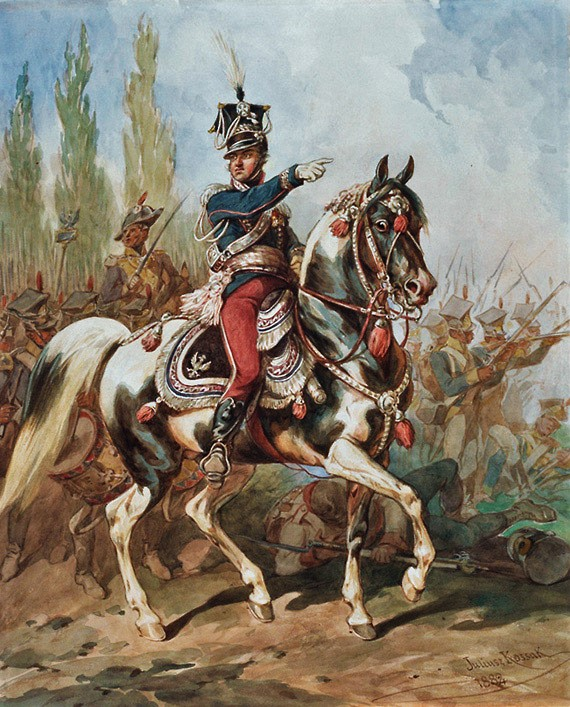
یان هنریک دوبروفسکی، معروف‌ترین فرمانده هنگ‌های لهستانی

هنگ‌های لهستانی (لهستانی: Legiony Polskie we Włoszech) در عصر ناپلئونی به واحدهای لهستانی گفته می‌شد که غالباً از ۱۷۹۷ تا ۱۸۰۳ و بعضاً تا ۱۸۱۸ تحت لوای ارتش فرانسه خدمت می‌کردند.
پس از سومین تجزیه لهستان در ۱۷۹۵ بسیاری از لهستانی‌ها باور داشتند که دولت انقلابی فرانسه می‌تواند یاور ایشان باشد زیرا دشمنان فرانسه مانند پروس، اتریش و روسیه همان کشورهایی بودند که لهستان را میان خود تقسیم نمودند. بسیاری از لهستانی‌های مهاجر در فرانسه و ایتالیا که دولت دست نشانده فرانسه بود وارد خدمت نظامی شدند و به زودی تعداد آن‌ها به هزاران نفر رسید. با پشتیبانی ناپلئون بناپارت واحدهای نظامی لهستانی ایجاد گشت که در آن از درجات نظامی لهستان استفاده می‌گشت و افسران لهستانی فرماندهی آن را به عهده داشتند. این واحدها به هنگ‌های لهستانی مشهور شدند و ارتش لهستان در تبعید و تحت فرماندهی فرانسوی‌ها به حساب می‌آمدند. مهم‌ترین فرماندهان لهستانی این هنگ‌ها عبارت بودند از یان هنریک دوبروفسکی، کارول کنیاژویج و یوزف ویبتسکی.
هنگ‌های لهستانی همراه با ارتش فرانسه در بسیاری از نبردهای جنگ‌های ناپلئونی حضور داشت. با ایجاد دوک‌نشین ورشو در سال ۱۸۰۷ میلادی بسیاری از سربازان رزم‌دیده هنگ‌های لهستانی به ارتش تازه تأسیس دوک‌نشین ورشو که یوزف پونیاتوفسکی ایجاد کرده بود پیوستند. این ارتش در جنگ ۱۸۰۹ با اتریش پیروز شد و همچنان در بسیاری از نبردها یاور ارتش فرانسه بود. شکست فاجعه بار حمله فرانسه به روسیه در ۱۸۱۲ نقطه پایان امپراتوری ناپلئون، هنگ‌های لهستانی و دوک‌نشین ورشو بود.